# 十一人の侍
『十一人の侍』（じゅういちにんのさむらい）は、1967年公開の日本映画。夏八木勲主演・工藤栄一監督。東映京都撮影所製作、東映配給。モノクロ。
「集団抗争時代劇」の1作に数えられるアクション時代劇。

## ストーリー
天保10年（1839年）。館林藩主で将軍の弟・松平斉厚による忍藩領内での身勝手な振る舞いをたしなめた忍藩主・阿部正由が、その場で斉厚に弓矢で射殺される。忍藩次席家老・榊原帯刀は老中・水野越前守に訴状を提出し、斉厚の処分を求めるが、逆に正由に非があるとされ、訴えは握りつぶされる。幕府の対応に幻滅した榊原は主君の仇を討つため、親友でもある番頭・仙石隼人に斉厚暗殺を命じる。榊原との連絡役として藤堂幾馬が最初に暗殺隊に加わった。
一方、義憤に駆られた忍藩士・三田村健四郎ら6人は、急死した兄に代わって仲間に加わった ぬい とともに独自に斉厚を討とうとするが仙石に止められる。榊原は7人を捕らえ、ぬいを除く6人に切腹を、武士ではないぬいに蟄居をそれぞれ命じる。これは彼らの覚悟を試すものであり、胆力を認められた7人は仙石の暗殺隊に加えられる。さらに金庫番として勘定方の市橋弥次郎を加えた10人は忍を離れ、斉厚が参勤交代のため滞在する江戸に向かう。表向き三田村らは榊原の命のまま切腹したことにされ、また仙石はぬいとの駆け落ちのために脱藩したことにされた。江戸では偶然寝食をともにすることになった浪人・井戸大十郎が仲間に加わる。
仙石の義弟・伊奈喬之助は江戸へ向かい、仙石がぬいと暮らしていることを目の当たりにして真意を誤解し、覚悟を決め、単独で斉厚を襲うが、返り討ちに遭う。一方、江戸藩邸を追い出された仙石の妻・織江は、ぬいから真相を聞き、ぬいの計らいで仙石が隠れ家とする長屋に住むようになるが、弟・喬之助の死による心の傷が深く、やがて自身が計画の妨げになっていると思いつめて自害する。
喬之助の襲撃を受け、これから多くの刺客が自身を狙う、とさとった斉厚は恐れをなし、水野のもとに出向いて対策を訴えると、水野は忍藩の即時取り潰しを言明する。その一方で、水野は榊原に忍藩存続の可能性をちらつかせ、さらなる暗殺の動きを封じるよう命じる。水野の言葉を信じた榊原は、奥州街道の森の中で斉厚暗殺の準備を進めていた仙石らに計画の中止を命じるため、連絡役の藤堂に伝言を託す。それと入れ違いになるよう狙い、水野は側近を通じて榊原に忍藩取り潰しを言い渡す。
11月25日、藤堂が刺客たちのもとに着き、伝言を伝える。それは、江戸藩邸から館林の居城に帰る斉厚一行が、罠を仕掛けた森を通りかかる寸前のことだった。刺客たちは落胆するが、そこに馬に乗った榊原が現れ、藩の取り潰しの決定を知らせ、水野にだまされていたことを詫び、腹を切って果てる。幕府の仕打ちに怒る仙石らは斉厚を討つため、一行を追いかける。豪雨の中、刺客たちは忍藩と館林藩の境である房川の渡しで一行に追いつき、双方の壮絶な斬り合いが始まる。敵味方ともに次々と倒れて行く中、仙石は斉厚を倒すが、そこに現れた瀕死の館林藩家老・秋吉刑部と相討ちになる。生き残ったのは浪人・井戸だけだった。井戸は斉厚の首を取り、その場をあとにした。この事態に衝撃を受けた幕府は忍藩取り潰しを白紙に戻した。

## 登場人物
十一人の刺客
- 仙石隼人（せんごく はやと）：忍藩藩番頭。暗殺隊を率いる。
- 藤堂幾馬（とうどう いくま）：忍藩藩士。次席家老・榊原との連絡役として最初に暗殺隊に加わる。
- 市橋弥次郎（いちはし やじろう）：忍藩勘定方。金庫番として暗殺隊に加わる。
- 三田村健四郎（みたむら けんしろう）：忍藩藩士。主君の仇を討とうと仲間と先走るが仙石に止められる。のちに暗殺隊に加わる。
- 県ぬい（あがた ぬい）：労咳で死んだ兄に代わって三田村の仲間になり、そのまま仙石の暗殺隊に加わる。
- 久河勝左衛門（くが かつざえもん）：忍藩藩士。三田村・ぬいとともに独自に斉厚を討とうとした1人。
- 保科久之進（ほしな きゅうのしん）：忍藩藩士。三田村・ぬいとともに独自に斉厚を討とうとした1人。
- 保科準之助（ほしな じゅんのすけ）：忍藩藩士。久之進の弟。三田村・ぬいとともに独自に斉厚を討とうとした1人。
- 足立源蔵（あだち げんぞう）：忍藩藩士。三田村・ぬいとともに独自に斉厚を討とうとした1人。
- 荒金五郎兵衛（あらかね ごろべえ）：忍藩藩士。三田村・ぬいとともに独自に斉厚を討とうとした1人。
- 井戸大十郎（いど だいじゅうろう）：腕の立つ浪人。さる藩の役人だったが、斉厚の事件に似た経験をして家族を失ったことで、身分を捨てた。仙石らの話を盗み聞きしたことから興味を持ち、暗殺隊に加わる。

その他の忍藩の人物
- 榊原帯刀（さかきばら たてわき）：忍藩次席家老。仙石の親友。藩存続のために奔走するが、自害に追い込まれる。
- 阿部豊後守正由（あべ ぶんごのかみ まさよし）：忍藩主。斉厚の無体を批判し、その場で殺される。
- 仙石織江（せんごく おりえ）：仙石の妻。暗殺計画を知り、夫の足手まといにならないようにと自害する。
- 伊奈喬之助（いな きょうのすけ）：織江の弟。単独で斉厚を討とうとして返り討ちに遭う。

館林藩
- 松平斉厚（まつだいら なりあつ）：館林藩主。
- 秋吉刑部（あきよし ぎょうぶ）：館林藩家老。仙石らの動きを察し、斉厚を守るために尽力する。

幕府
- 水野越前守（みずの えちぜんのかみ）：老中。斉厚の行状を知りつつも将軍家の体面を保つために忍藩取り潰しを決める。

### 史実との違い
- 松平斉厚、阿部豊後守正由、水野越前守忠邦はいずれも実在の、ほぼ同時代の人物であるが、映画での設定は史実と大きく異なる。
  - 阿部正由が死んだ（満45歳）のは文化5年（1808年）であり、そのとき水野忠邦はまだ満14歳である。
  - 史実の松平斉厚は将軍の弟ではない。また、死亡したのは映画の設定年と同じ天保10年（1839年）であるが、その時点では館林藩主ではなく浜田藩主であった。なお、「斉厚」に改名したのは文政6年（1823年）であり、阿部正由が死んだ文化5年当時は「武厚」を名乗っていた。
  - なお、水野忠邦が天保10年時点で越前守かつ老中であったのは史実通りである。越前守になったのは正由の死から18年後の文政9年（1826年）、老中（西丸老中）になったのは文政11年（1828年）である。
- 忍藩の藩主が阿部家から奥平松平家に移るのは文政6年（1823年）のことである（阿部家は白河藩に転封する）。これは三方領知替えの幕命によるものである。

## 出演者
- 夏八木勲：仙石隼人
- 里見浩太郎：三田村健四郎
- 南原宏治：榊原帯刀
- 宮園純子：織江
- 大川栄子：県ぬい
- 佐藤慶：水野越前守
- 菅貫太郎：松平斉厚
- 青木義朗：保科久之進
- 林真一郎：保科準之助
- 汐路章：市橋弥次郎
- 有川正治：久河勝左衛門
- 佐藤京一：犬飼主膳（館林藩士）
- 近藤正臣：伊奈喬之助
- 穂高稔：阿部豊後守正由
- 中村錦司：来島伝八郎（水野の側近）
- 小田部通麿：魚住新之丞（館林藩士）

- 唐沢民賢：藤堂幾馬
- 江木健二：石川
- 野村鬼笑
- 池田謙治：深谷半兵衛
- 小島恵子：芸者
- 加山恵子
- 村居京之輔：太田備後守
- 矢奈木邦二郎：脇坂中務大輔
- 五十嵐義弘：足立源蔵
- 岩尾正隆：荒金五郎兵衛
- 波多野博：北島
- 疋田圀男：小関信濃
- 島田秀雄：奉行
- 笹木俊志
- 川谷拓三
- 志賀勝
- 丘路千
- 村田天作
- 佐々木松之亟
- 那須伸太朗：松平和泉守
- クレジットなし
  - 源八郎：森河源内

- 大友柳太朗：秋吉刑部
- 西村晃：井戸大十郎

## スタッフ
- 監督 - 工藤栄一
- 企画：岡田茂、天尾完次
- 脚本：田坂啓、国弘威雄、鈴木則文
- 撮影：吉田貞次
- 照明：井上孝二
- 録音：溝口正義
- 美術：塚本隆治
- 音楽：伊福部昭
- 編集：神田忠男
- 助監督：大西卓夫
- 記録：国定淑子
- 装置：矢守好弘
- 装飾：柴田澄臣
- 美粧：堤野正直
- 結髪：白鳥里子
- 衣裳：松田孝
- 擬斗：上野隆三
- 進行主任：武久芳三

## 製作

### 新時代劇路線の企画
東映京都撮影所長・岡田茂は1966年の秋に、時代劇復興の望みを込め、「新しく三つの柱を中心に今年から来年（1967年）にかけて時代劇攻勢をかける」と発表した。
「三つの柱」とは、岡田と本社製作担当重役・坪井與の話し合いにより定められた、(1)新しいタイプの主人公による時代劇、(2)特撮を駆使した時代劇、(3)オーソドックスな東映時代劇の3路線のことである。本作は(1)型の時代劇として、夏八木勲主演・五社英雄監督によるアクション時代劇『牙狼之介』とともに、「現代劇にもつながるアクションとスピードを見せることで、スポーツ的な爽快感を観客に感じさせねば」という岡田のコンセプトに基づき、「集団抗争時代劇」路線を延長させた形の「新時代劇」として企画された。
東映京都はのちに上記(2)タイプとして『ワタリ』を、(3)タイプとして『一心太助 江戸っ子祭り』、『銭形平次（大川橋蔵版）』を製作した。岡田は他に「監督未定で『大逆臣』を企画している」と話しているが、製作に着手されたかは不明である。また、この時に発表された企画以外の時代劇路線の広がりは結局なかった。岡田はのちの一時期、時代劇路線の撤廃に着手し、1976年12月の『映画ジャーナル』のインタビューで「時代劇に固執するものは一人もいらないんだ、どこか他で撮ってくれ、という勢の大きな嵐なんだ（略）思い切って時代劇にとどめを刺した」と語っている。

### 撮影
刺客団が大名暗殺を企てるシーンの撮影は、寒い日に毎日伏見の土手に通い、消防ポンプで大量の雨を降らせ続けての命懸けのものであったが、監督の工藤に人望があり、役者たちも熱意があって誰も文句を言わなかったという。

## 評価・影響
- シネフィルでもある俳優の斉藤工は雑誌『映画秘宝』の連載でこの作品を取り上げ、「『ハンコック』などの最近のハリウッド大作にも負けない迫力がある」と絶賛した。
- ジョニー・トー監督のフィルムノワール『エグザイル/絆』のパンフレットに掲載された山田宏一と宇田川幸洋の対談で、同作品に『十一人の侍』に似ているシーンがあるとの指摘がある。

## ビデオグラム
1995年10月21日にVHSビデオが発売された。2012年3月9日に初めてDVD化され（レンタルのみ）、2016年1月6日にセル版DVDもリリースされた。